# Stefan Michał Marcinkiewicz
Stefan Michał Marcinkiewicz (ur. 2 sierpnia 1979 w Ełku) – socjolog, regionalista, adiunkt w Instytucie Nauk Politycznych na Uniwersytecie Warmińsko-Mazurskim w Olsztynie. Współpracownik Muzeum Historycznego w Ełku.

## Życiorys
W 2003 roku otrzymał tytuł magistra w zarządzaniu w handlu zagranicznym na Politechnice Białostockiej, broniąc pracę magisterską: Znaczenie Parlamentu Europejskiego w instytucjonalno – prawnym porządku Unii Europejskiej (pod kierunkiem Stanisława Naruszewicza). W 2005 roku uzyskał tytuł magistra socjologii za pracę: Od inżynierii społecznej do socjotechniki: filozofowie w rolach inżynierów. Praca została napisana pod kierunkiem Teresy Chynczewskiej – Hennel (Wydział Historyczno-Socjologiczny Uniwersytet w Białymstoku).
Po studiach rozpoczął pracę w charakterze nauczyciela w Szkole Policealnej w Ełku, jednocześnie prowadząc badania nad związkiem procesów migracyjnych z rozwojem internetu. Jego praca doktorska pt. „Kreowanie więzi w warunkach społeczeństwa sieci na przykładzie wybranych społeczności internetowych polskich emigrantów w Irlandii", napisan pod kierunkiem Grzegorza Nowackiego, została obroniona na Wydziale Historyczno-Socjologicznym Uniwersytetu w Białymstoku w 2011 roku (opublikowana w 2014 roku pod tytułem Internet w procesach migracyjnych na przykładzie polskich migrantów w Irlandii. Studium e-tnograficzne).
Jego obecna tematyka badawcza oscyluje wokół pamięci zbiorowej i historii oraz kształtowania się tożsamości lokalnej  w obszarze południowo-wschodnich Mazur. W ramach kwerend archiwalnych i historii mówionej gromadzi relacje biograficzne dotyczące powiatu ełckiego. W swojej pracy poddaje krytycznej analizie treści pamięci zbiorowej. Tak było w przypadku analizy "stolicy Mazur" czy partyzanckiej legendy o zamachu na "widmo śmierci". Regularnie publikuje treści historyczne związane z powiatem ełckim w mediach społecznościowych (Mityczna stolica Mazur. Ełk/Lyck).

## Sport w powojennym Ełku 1945-1956
Jest autorem scenariusza merytorycznego wystawy pt. Sport w powojennym Ełku 1945-1956 wykonanej na zlecenie Muzeum Historycznego w Ełku, prezentującej początki powojennego, amatorskiego sportu w Ełku. Wystawę można zwiedzić na stronie Sport w powojennym Ełku 1945-1956 (2018).

## Sprawa "Widmo śmierci" (31 X 1943)
W książce Widmo śmierci" (31 X 1943). Partyzancka legenda, polityka i pamięć w powiecie ełckim  Marcinkiewicz dokonał krytycznej analizy opowieści likwidacji plutonu egzekucyjnego SS pod Ełkiem przez oddział AK dowodzony przez por. Władysława Świackiego ps. "Sęp" oraz mjr. Czesława Nalborskiego ps. "Dzik".
Na podstawie dokumentów płk. Władysława Liniarskiego ps. "Mścisław" "Wuj" zdeponowanych w Zakładzie Narodowym im. Ossolińskich, dokumentów z Grajewskiej Izby Historycznej oraz Instytutu Pamięci Narodowej S. Marcinkiewicz twierdzi, że zasadzka na esesmanów pod Ełkiem jest fikcją ściśle powiązaną z  weryfikacją członków Armii Krajowej Obwodu Grajewo na potrzeby członkostwa w ZBOWiD. Jedynym niezależnym źródłem dotyczącym akcji jest por. Władysław Świacki „Sęp”, który w swoich wspomnieniach często mijał się z prawdą. Wersje wspomnień Świackiego różnią się od siebie. Natomiast opowieść domniemanego wywiadowcy – Cz. Nalborskiego – jest załącznikiem do opowieści Świackiego. Na podstawie relacji Czesława Nalborskiego właściwą legendę o likwidacji komanda SS pod Ełkiem stworzył Aleksander Omiljanowicz. Jego opowiadanie pt. „Widmo śmierci”, wzbogacone o elementy fabularne, uwierzytelniające opowieść (m.in. data 31 X 1943, Haupstrumführer Stammer, rozstrzeliwania Włochów), zostało opublikowane  w Gazecie Białostockiej (4 i 5 oraz 11 i 12 września 1965 roku). Później opowieść została przedrukowana w olsztyńskim "Głosie" oraz w ogólnopolskich Kulisach (wydanie weekendowe Expressu Wieczornego). W 1966 r. opowiadanie A. Omiljanowicza pt. „Widmo śmierci” zostało opublikowane w ZSRR w tygodniku "Literaturnaja Rossija". Ukazało się jednak pod zmienionym tytułem „Operacja <<Kabana>>” (Operacja „Dzika”, 06.05.1966 ). Opowiadanie znalazło się też w trzech książkach Aleksandra Omiljanowicza ("Barykada" 1968, "Sens życia" 1971, "Stalowy szlak" 1972).   Do czasu publikacji w prasie o zasadzce pod Ełkiem nie wiedzieli inni członkowie AK Obwodu Grajewo. Nalborski w miarę upływu lat zmieniał i ubarwiał swoje opowieści.
Zasadzka na pluton SS  była wielokrotnie powielana w źródłach historycznych. W 1974 r. w Teatrze Polskiego Radia powstało słuchowisko "Widmo śmierci" na podstawie prozy Omiljanowicza.  W 1989 r. akcja pod Ełkiem została upamiętniona obeliskiem z tablicą w lesie w Nowej Wsi Ełckiej. W 1989 r. por. Władysław Świacki "Sęp" został patronem jednej z ulic w Ełku. W 2007 roku jedno z ełckich rond zyskało patrona – Cz. Nalborskiego "Dzika".
27 listopada Rada Miasta Ełk zmieniła nazwę Ronda im. mjr Czesława Nalborskiego "Dzika" na rondo 9 Pułku Strzelców Konnych Armii Krajowej. S. Marcinkiewicz napisał uzasadnienie tej uchwały. Opowieść o likwidacji plutonu SS pod Ełkiem to przykład „moczarowskiego” romantyzmu oraz polityki pamięci PRL. Legenda ta przetrwała w prawie niezmienionej postaci w III RP.

## Wybrane publikacje
Książki
- "Widmo śmierci" (31 X 1943). Partyzancka legenda, polityka i pamięć w powiecie ełckim (Wydawnictwo Adam Marszałek, Toruń, 2020).
- Mityczna stolica Mazur. Między Ełkiem a Lyck (Muzeum Historyczne w Ełku, 2015).
- Internet w procesach migracyjnych na przykładzie polskich migrantów w Irlandii. Studium e-tnograficzne, (Wydawnictwo Uniwersytetu Warmińsko-Mazurskiego w Olsztynie, 2014).
- (razem z Grzegorzem Nowackim), Wkręceni w sieci – Sieciowe Podl@sie. Integracja społeczna między teorią a praktyką, Tom IV, (Wydawnictwo Uniwersytetu w Białymstoku,  Białystok, 2012).

Redakcja naukowa
- (razem z  M. Łyszczarzem, M. Sokołowskim), Kreowanie przestrzeni społecznej w cyfrowym świecie, Wydawnictwo Adam Marszałek, Toruń 2014.